# 瓦尔斯 (奥地利)
瓦尔斯是奥地利蒂罗尔州因斯布鲁克兰县的一个市镇。总面积48.7平方公里，总人口551人，人口密度11.3人/平方公里（2011年）。